# Theodora Van Alen
Pour les articles homonymes, voir Van Alen.
 (janvier 2018).
Si vous disposez d'ouvrages ou d'articles de référence ou si vous connaissez des sites web de qualité traitant du thème abordé ici, merci de compléter l'article en donnant les références utiles à sa vérifiabilité et en les liant à la section « Notes et références ».
Theodora Van Alen (Schuyler Van Alen : en anglais, la version originale) est l'héroïne de la trilogie Les Vampires de Manhattan (Blue Bloods) de Melissa de la Cruz.

## Biographie fictive
Theodora Van Alen est une jeune fille âgée de 15 ans (dans les tomes 1, 2 et 3) puis 16 ans (dans le tome 4). Cette belle jeune adolescente discrète et introvertie, qui (en apparence) est une fille comme les autres, mène une vie mystérieuse et gothique à Manhattan. Elle est également étudiante au lycée Duchesne, l'un des lycées les plus huppées, pour les enfants de bonnes familles, au sein de la société new-yorkaise. Sa mère Allegra est dans le coma depuis qu'elle est toute petite. Elle fut élevée par Cordelia Van Alen, sa grand-mère avec qui elle n'est pas très proche. Un jour, elle découvre qu'elle est mi-sang-bleu (un vampire), mi-humaine, née d'une mère sang-bleu et d'un père humain, Steven Chase. Sa mère a brisé son lien immortel qui l'unissait à Michel (Charles Force). 
À la suite de cela, elle apprend que son meilleur ami Oliver Hazard-Perry était au courant bien avant elle de son état de sang bleu et qu'il est aussi son intermédiaire humain. Theodora ne réagit pas comme les autres vampires à la transformation à cause de son sang mêlé. Tout est à peu près normal jusqu'au moment où Theodora se fait attaquer par un monstre à plusieurs reprises. Elle s'en sort à chaque fois, mais elle se pose de plus en plus de questions. Alors elle fait des recherches sur ce monstre qui est en fait Le Croatan, un monstre qui boit le sang des sang-bleu, qui leur aspire tous leurs souvenirs et pouvoirs. Elle sait par la suite que Le Croatan est un sang d'argent. Theodora va retrouver au cours de l'histoire son grand-père (Lawrence Van Alen). Il lui dit que sa mère s'appelle, en réalité L'Archange Gabrielle (une des plus puissantes sang-bleue et il est dit que : « La fille de l'archange Gabrielle sauvera les sang-bleu »… Qu'arrivera-t-il à Theodora ? Quelle souffrance va-t-elle subir ? Qu'est-ce que son avenir de sang-bleu lui réserve ? Accomplira-t-elle son devoir sans compter les sentiments qu'elle éprouve envers Jack Force, sang-bleu lié à sa jumelle, Mimi ?